# 塔尔琴托
塔尔琴托（義大利語：Tarcento），是意大利乌迪内省的一个市镇。总面积35平方公里，人口9148人，人口密度261.4人/平方公里（2009年）。ISTAT代码为030116。